# Castelnau-de-Mandailles
 Castelnau-de-Mandailles  là một xã ở tỉnh Aveyron, thuộc vùng Occitanie ở miền nam nước Pháp.